# Phoenicurus hodgsoni
Phoenicurus hodgsoni là một loài chim trong họ Muscicapidae.